# Бобровицький провулок
Бобровицький прову́лок — зниклий провулок, що існував у Дніпровському районі міста Києва, місцевість Микільська слобідка. Пролягав від Бобровицької вулиці.

## Історія
Провулок виник у середині XX століття, мав назву 300-та Нова вулиця. Назву Бобровицький провулок набув 1961 року. 
Ліквідований 1971 року в зв'язку зі знесенням старої забудови та частковим переплануванням місцевості. 